# Flexocentrus brunneus
Flexocentrus brunneus är en insektsart som beskrevs av William D. Funkhouser 1930. Flexocentrus brunneus ingår i släktet Flexocentrus och familjen hornstritar. Inga underarter finns listade i Catalogue of Life.